# Alkohol tester
Alkohol tester (digitální detektor alkoholu) je zařízení sloužící k zjištění přítomnosti alkoholu v dechu testované osoby. Kvalita alkohol testeru je dána typem měřícího senzoru. Tržní hodnota přístroje je také dána jeho výbavou. Například možnost připojení k PC přes USB pro archivaci záznamů, napájení do zásuvky autozapalovače 12V, odolná konstrukce a další.

## Alkohol testery s polovodičovým senzorem
Základní modely alkohol testerů jsou obvykle využívány v domácnostech nebo jako reklamní předměty. Kvalita nabízených modelů na trhu v této kategorii je dána kvalitou použitých materiálů při konstrukci. Pokud je polovodičový alkohol tester dobře konstruován je schopen měřit výsledky s přesností okolo 5 % naměřené hodnoty. Polovodičová čidla je obvykle nutno po cca 200 měřeních zkalibrovat nebo vyměnit. Možnost kalibrace alkohol testeru poukazuje na jeho vyšší kvalitu v rámci třídy polovodičových testerů. Princip tohoto senzoru spočívá v tom, že se zahřeje na teplotu kolem 300 °C, vydechnutý vzduch dopadá v průběhu zkoušky na čidlo, kde se mění v závislosti na množství alkoholu a jiných těkavých látek el. napětí v čidle. Změna napětí je pak vyhodnocena a jako výsledek je pak zobrazena hodnota na displeji.
Slabinou této technologie je, že naměřená hodnota závisí na síle dechu a čidla také reagují i na jiné chemické látky než je pouze alkohol, jako jsou například žvýkačky, cigarety, káva, energetické nápoje, zubní pasta a jiné. Měření může být tímto ovlivněno. Stabilita těchto čidel je výrazně nižší a dochází k rychlejšímu opotřebení oproti alkohol testerům, které používají technologii Fuel Cell. Polovodičové alkohol testery jsou také náročné na spotřebu energie. Tyto přístroje nejsou vhodné pro pravidelně měření a je možné je použít jen pro orientační dechovou zkoušku. Pokud takové přístroje používají např. firmy pro testování zaměstnanců, nelze výsledky měření brát jako průkazný fakt.

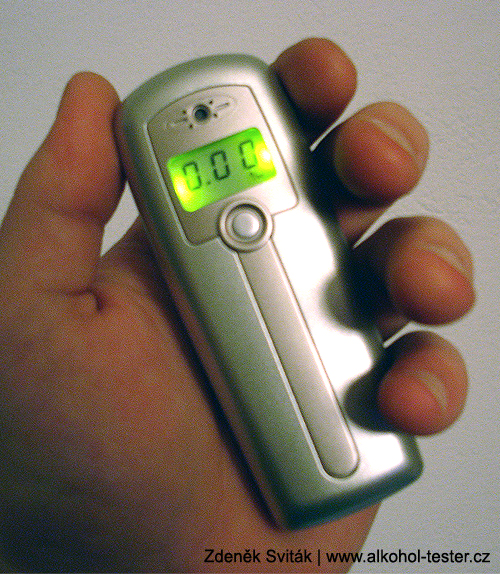
Polovodičový alkohol tester

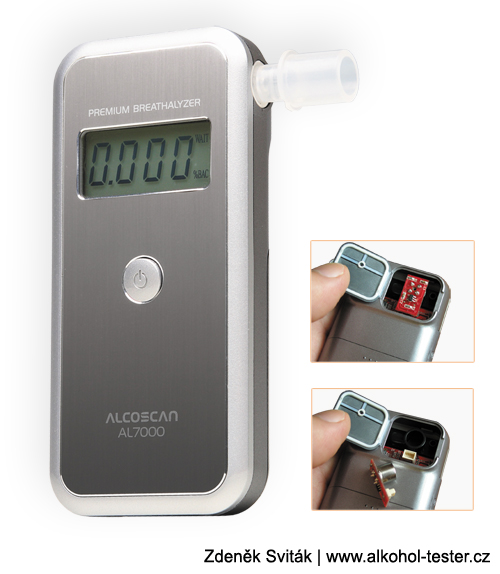
Polovodičový alkohol tester s uživatelsky vyměnitelným senzorem

## Alkohol testery na bázi technologie Fuel cell (palivový článek)
Jak samotný název napovídá, technologie je založena na principu palivového článku, který se v současné době začíná používat třeba k pohonu aut. Fuel cell se nezahřívá (vyšší výdrž baterií) v průběhu zkoušky pouze tlakové čidlo kontroluje množství vydechnutého vzduchu a na konci zkoušky pumpa nasaje do článku přesný objem vzorku. Článek začne spalovat alkohol a vyrobí z něj elektrický proud. Podle množství vyrobeného proudu je určeno množství alkoholu v dechu. Fuel cell technologie není ovlivněna žádnými cizími látkami ani silou dechu.
Jednotlivé Fuel cell alkohol testery se mezi sebou liší objemem nasátého vzduchu pro analýzu, čím větší objem tím větší přesnost a také výdrž (viz obrázek s velikostí senzorů detektoru). Vzhledem k prudkému rozvoji technologií a velkosériovou výrobou těchto lepších detektorů, došlo prudkému zlevnění Fuel Cell alkohol testerů a jejich rozšíření mezi běžnými uživateli a v sektoru menších a středních firem.

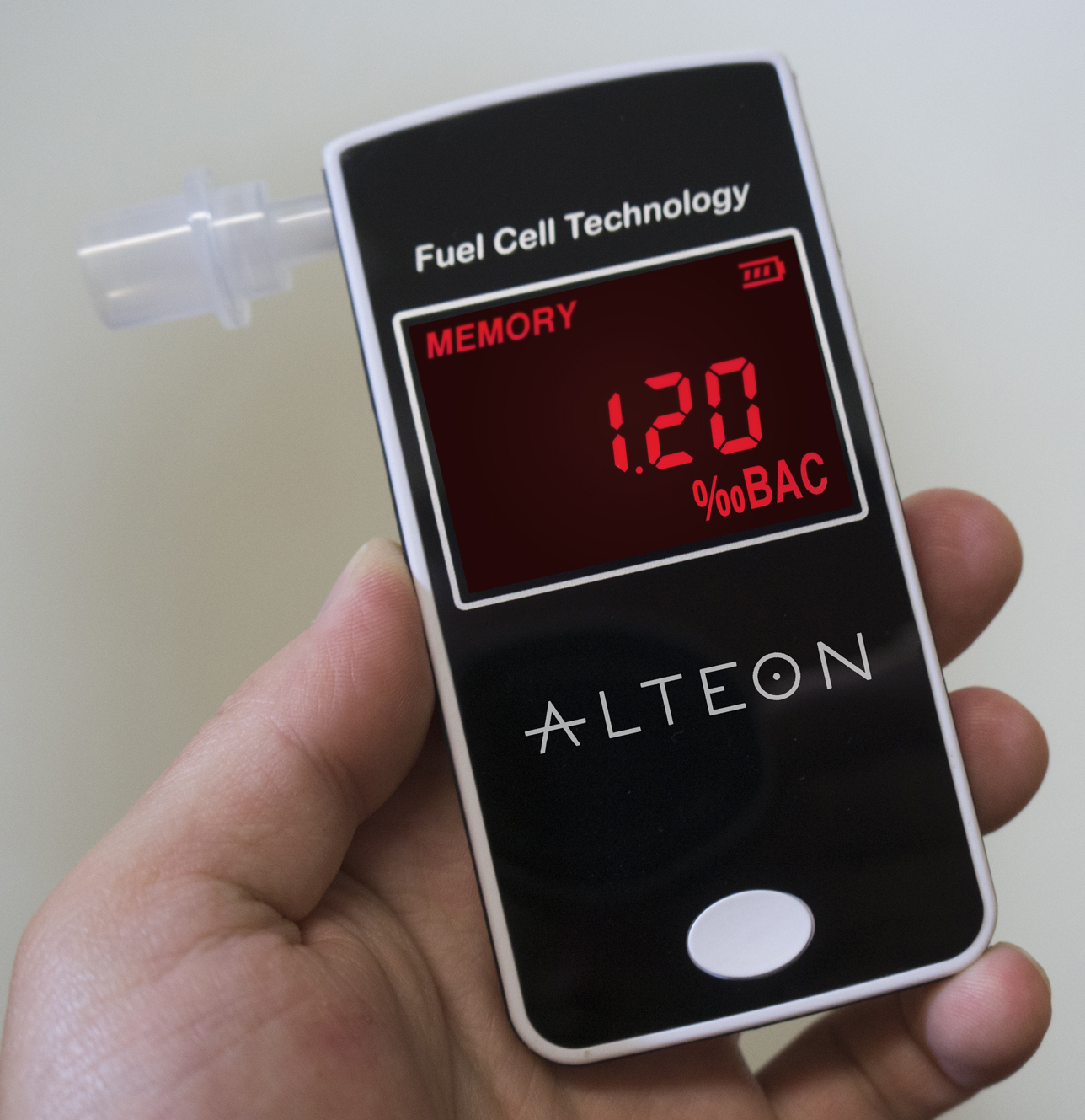
Alkohol tester pro běžné použití pracující na principu Fuel Cell

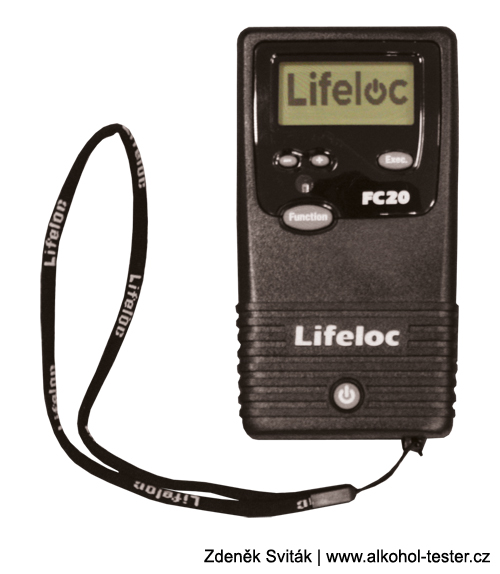
Alkohol tester - stanovené měřidlo pracující na principu Fuel Cell

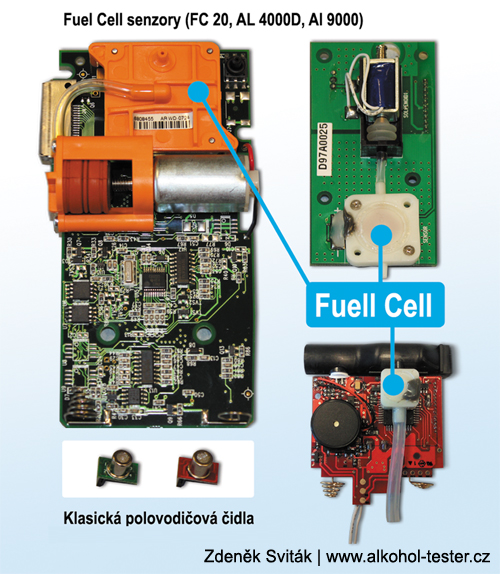
Srovnání velikosti senzorů polovodičový / Fuel Cell

## Další důležité parametry u alkohol testerů
- Schopnost naměřit nulovou hodnotu alkoholu v dechu (část velmi levných přístrojů toho není schopna).
- Zdali je či není tester stanovené měřidlo (viz níže).
- Možnost kalibrace senzoru alkohol testeru.
- Vnitřní akumulátor a možnost dobíjení přes USB konektor 5V.
- Uživatelsky vyměnitelný senzor bez nutnosti kalibrace laboratoří.
- Možnost připojení k PC přes USB pro editaci a archivaci naměřených hodnot.
- Tiskárna protokolů jako přenosné příslušenství k přístroji.
- Rozsah měření 0 až X promile. Problém u levných testerů které měří např. od 0,2 promile.
- Schopnost měřit alkohol přímo v nápoji přiložením ke sklenici.

## Stanovená měřidla – zákonem respektované alkohol testery
Jedná se o alkohol testery jejichž důkazní – výpovědní hodnota je shodná s hodnotou získanou krevním rozborem. Seznam státem schválených stanovených měřidel na stránkách Českého metrologického institutu. Na základě těchto přístrojů je možno podnikat právní kroky např. propouštění zaměstnanců. Z legislativního hlediska mají i tyto přístroje povolenou odchylku měření která v praxi činí 0,2 promile alkoholu v krvi. Proto také např. policie ČR hladinu zbytkového alkoholu do 0,2 promile nebere při silničních kontrolách v potaz – jedná se o zákonem tolerovanou odchylku měřidla. V praxi však kvalitní detektory ukazují velmi přesně. Pokud odchylka případně vzniká, tak v případě kdy dech již stopové množství obsahuje.

## Kalibrace alkohol testerů
Kalibrace se provádí pomocí simulátoru alkoholu v dechu. Tato armatura do kalibrovaného přístroje vhání směs vzduchu a alkoholu přesně stanovené hodnoty a na základě toho je alkoholtester seřizován, kalibrován. Tato zařízení jsou vázána na etalony Českého metrologického institutu. Ke každému detektoru by měl být servisním místem po kalibraci laboratoří vydán protokol. Z legislativního hlediska je kalibrace nutná pouze u stanovených měřidel kde by v případě prošlého protokolu byl problém s průkazností měření. Obvyklý servisní interval je cca 200 měření nebo 1–2 roky.

## Používání alkohol testerů
Základem dlouhé životnosti přístrojů je správné používání. Pravidla použití jsou součástí záručního listu přístroje. Nejčastější chybou při používání alkohol testeru bývá foukání do přístroje bezprostředně po požití alkoholu. Tím dochází k extrémnímu opotřebení senzoru přístrojů. U nejlevnějších přístrojů hrozí zničení, u lepších pak předčasná kalibrace či výměna čidla. Profesionální fuel cell přístroje jsou schopny zatížení snášet výrazně lépe. Servisní interval přístrojů jde tedy výrazně ovlivnit správným použitím. Obvykle to znamená dýchat do přístroje co nejpozději po požití alkoholu v co nejnižší frekvenci.

## Základní dělení alkohol testerů
- pro domácí použití: elektrochemické alkohol testery
- poloprofesionální: fuel cell alkohol testery
- profesionální: fuel cell – stanovená měřidla, státem schválená měřidla